# Pedreira
Pedreira là một đô thị ở bang São Paulo của Brasil. Đô thị này nằm ở vĩ độ 22º44'31" độ vĩ nam và kinh độ 46º54'05" độ vĩ tây, trên khu vực có độ cao 584 m trên mực nước biển. Dân số năm 2004 ước tính là 38.937 người. 

### Thông tin nhân khẩu
Dữ liệu điều tra - 2008
Tổng dân số: 45.219
- Thành thị: 44.132
- Nông thôn: 1.087
- Nam giới: 27.458
- Nữ giới: 17.761

Mật độ dân số (người/km²): 321,05
Tỷ lệ tử vong trẻ sơ sinh dưới 1 tuổi (trên một triệu người): 12,21
Tuổi thọ bình quân (tuổi): 73,30
Tỷ lệ sinh (số trẻ trên mỗi bà mẹ): 2,09
Tỷ lệ biết đọc biết viết: 93,01%
Chỉ số phát triển con người (HDI-M): 0,810
- Chỉ số phát triển con người - Thu nhập: 0,757
- Chỉ số phát triển con người - Tuổi thọ: 0,805
- Chỉ số phát triển con người - Giáo dục: 0,869

(Nguồn: IPEADATA)

### Sông ngòi
- Sông Jaguari

### Các xa lộ
- SP-95